# 大越史歩
大越 史歩（おおこし しほ、1977年7月12日 - ）は、日本の元女優。神奈川県出身。
かつて所属していた事務所はスペース・ワン。本名同じ。

## 来歴・人物
1984年に東京児童劇団入団、1988年にテレビドラマ『泣くなセン!燃える男 〜星野仙一物語』（TBS）にてデビュー。　
南青山少女歌劇団出身（1期生）。南青山少女歌劇団内ユニット「MASK」の中心メンバー。愛称は「しほ」「しほねえ」。
当時（1995年）公表していたサイズは、身長160cm、B80cm、W59cm、H83cm。血液型はB型。姉がいる。
ミュージシャンでは小山田圭吾が好きだったとのこと。

## 出演作品

### テレビドラマ
- 泣くなセン!燃える男 〜星野仙一物語
- 愛してるよ!先生
- ホテル開業
- ママ母戦争
- 骨牌の城・嫁姑戦争
- 終の夏かは
- もう涙は見せない
- 胎児の記憶
- はやぶさ新八御用帳
- 銀行 男たちのサバイバル
- パパは保母さん
- 走らんか!
- ラブレター
- さすらい刑事旅情編VII
- 木綿のハンカチ〜ライトウインズ物語
- 新・腕におぼえあり
- 徳川慶喜
- 世にも奇妙な物語
- 剣客商売 第5シリーズ 第7話 - おふく 役
- 事件記者・三上雄太 （火曜サスペンス劇場）
- リング〜最終章〜
- 盲人探偵・松永礼太郎

### 舞台
- 天使の拍手が聞こえる街
- 風がはこんだ少女
- 夏、遠い願いを抱いて
- 輝く瞬間を止めないで
- 憑いてますか
- I belive in dream 卒業
- 美しきものの伝説
- この子たちの夏
- 雁の寺
- 丘の上のイエッペ
- SEE YOU あげいん
- オーディション・ライフ
- アップ・ザ・ラダー
- カタログ・彼女についての
- THE HOT SPOT UNIVERSE
- Ash 廃墟にて、人でなしどもと、cheapなショウ
- 最期の女友達

### 映画
- 恋の門
- 釣りバカ日誌15
- female　フィーメイル
- クワイエットルームにようこそ

### CM
- 大阪ガス「オリーブシャワー」[5]
- 明治製菓「ストロベリーチョコレート」[5]
- 明治ブルガリアヨーグルトキャンディー[2]
- JA共済[2]
- ケンタッキーフライドチキンクリスマス[2]
- 不二家「ガウディ」[2]
- 西武園ゆうえんち[2][5]